# Liste de constellations obsolètes
On qualifie de constellations obsolètes ou disparues des constellations qui sont mentionnées dans des sources historiques, mais ne sont plus utilisées aujourd'hui, n'ayant pas été retenues dans le découpage normalisé promulgué en 1930 par l'Union astronomique internationale et qui fait autorité depuis. Cette liste ne mentionne que des constellations utilisées dans l'astronomie occidentale, d'autres civilisations ayant établi des découpages totalement différents (voir par exemple la liste des astérismes chinois).
- En blanc les constellations toujours en usage sous un autre nom
- En gris clair les constellations autrefois en vigueur désormais devenues obsolètes
- En gris foncé les tentatives notables pour créer de nouvelles constellations qui n'ont jamais obtenu de reconnaissance et furent rapidement oubliées

## Constellations disparues par date de création
| Constellation                             | Nom latin                                                  | Date      | Créateur(s)         | Remarques |
| ----------------------------------------- | ---------------------------------------------------------- | --------- | ------------------- | --- |
| Navire Argo                               | Argo Navis                                                 | Antiquité |                     | Mentionnée par Ptolémée. En 1752, à cause de sa grande taille, Lacaille la découpa en 3 parties : la Carène, la Poupe et les Voiles. Son "mât" fut utilisé pour créer la Boussole. |
| Antinoüs                                  | Antinous                                                   | 132       | Hadrien             | Mentionnée par Ptolémée, ses étoiles furent "rendues" à la constellation de l'Aigle par l'UAI en 1930. |
| Gardien du pôle ou Polophylax             | Custos Polarisorum                                         | 1592      | Plancius            | [ 4 ] |
| Coq                                       | Gallus                                                     | 1612-1613 | Plancius            | Présentée par Bartsch, partie nord de la Poupe |
| Petit Crabe                               | Cancer Minor (en)                                          | 1612-1613 | Plancius            | Créée à partir d'étoiles des Gémeaux adjacentes au Cancer |
| -Guêpe -Fleur-de-Lys -Mouche Boréale      | -Vespa -Lilium -Musca Borealis                             | 1612-1613 | Plancius            | Initialement nommée "Abeille" par Plancius, Bartsch la renomma "Guêpe" en 1624, ce nom étant déjà utilisé par Bayer. Elle fut également appelée "Essaim", autre traduction de "vespa". Vers 1690 Hevelius la renomma "Mouche", mais en 1752 Lacaille la renomma "Mouche Boréale" pour éviter la confusion avec son homonyme. En 1679, Royer utilisa ces étoiles pour créer la constellation "Fleur-de-Lys" en l'honneur de Louis XIV, sans succès. Obsolète (rattachée au Bélier) |
| Jourdain                                  | Jordanus                                                   | 1612-1613 | Plancius            | Obsolète |
| Tigre                                     | Tigris                                                     | 1612-1613 | Plancius            | D'après le fleuve, Tigre. Présentée par Bartsch, ne fut pas reprise dans l'Atlas de Bode et tomba dans l'oubli, entre l'Aigle, le Cygne et la Lyre. |
| Chêne de Charles                          | Robur Carolinum                                            | 1679      | Halley              | Créée en l'honneur du roi Charles II d'Angleterre. Entre le Navire Argo et le Centaure |
| Sceptre et Main de la Justice             | Sceptrum et Manus Iustitiae                                | 1679      | Royer               | Créée en l'honneur du roi Louis XIV. Son nom incommode poussa à la renommer plusieurs fois (Sceptrum Imperiale, Stellio, Scettro) jusqu'à son remplacement. Fut utilisé en partie pour créer le Lézard, le reste fut rattaché à Andromède. Lézard et l'ouest d'Andromède. |
| Sceptre de Brandenburg                    | Sceptrum Brandenburgicum                                   | 1688      | Kirch               | Créée en l'honneur de la famille royale des Brandebourg. Son nom Sceptrum reste conservé par une de ses étoiles les plus brillantes, 53 Eridani. entre le Lièvre et l'Éridan |
| Cerbère ou Rameau de Cerbère              | Cerberus ou Cerberus et Ramus                              | 1690      | Hevelius            | Fut parfois appelée simplement "Rameau" (Ramus Pomifer (en)). |
| Mont Mainalos                             | Mons Maenalus                                              | 1690      | Hevelius            | D'après une montagne de Grèce juste sous le Bouvier |
| L'Oie                                     | Anser                                                      | 1690      | Hevelius            | Originellement "le Petit Renard et l’Oie" (Vulpecula cum Anser), Hevelius considérait le Renard et l'Oie comme une seule constellation. Elle fut coupée en deux puis à nouveau rassemblée sous le nom de "Petit Renard". L’oie qui était représentée dans la gueule du renard n’est plus présente officiellement mais a donné son nom à l’étoile α, « Anser ». |
| Petit Triangle                            | Triangulum Minus                                           | 1690      | Hevelius            | Voisin du Triangle ou Grand Triangle. Malgré sa création simpliste, il connut un franc succès avant que ses étoiles ne soient intégrées au Triangle. Obsolète |
| Renne                                     | Tarandus vel Rangifer                                      | 1736      | Le Monnier          | Entre Cassiopée et la Girafe |
| Tortue (en)                               | Testudo                                                    | 1753      | Hill                | à partir des Poissons. Obsolète |
| Le Messier                                | Custos Messium                                             | 1775      | Lalande             | Créée en l'honneur de Charles Messier. Obsolète |
| -Grive solitaire -Chouette                | -Turdus Solitarius -Noctua                                 | 1776      | Le Monnier          | Elle fut anonymement renommée la "Chouette" au plus tard en 1822, année à laquelle elle apparaît dans un atlas d'Alexander Jamieson sous ce nom. Entre la Balance et l'Hydre |
| Taureau de Poniatowski                    | Taurus Poniatovii                                          | 1777      | Poczobutt-Odlanicki | Créée en l'honneur du roi Stanislas II de Pologne. Entre l'Aigle et Hercule |
| Télescope de Herschel                     | Telescopium Herschelii                                     | 1781      | Hell                | Créée en l'honneur de l'astronome anglais sir William Herschel qui venait de découvrir Uranus. Entre les Gémeaux, le Cocher et le Lynx |
| Gloire de Frédéric ou Honneur de Frédéric | Frederici Honores ou Honores Friderici ou Gloria Frederici | 1787      | Bode                | Créée en l'honneur de Frédéric le Grand. Entre Andromède et le Lézard |
| Harpe de George                           | Psalterium Georgii ou Harpa Georgii                        | 1789      | Hell                | Créée en l'honneur du roi George III du Royaume-Uni. Entre le Taureau et l'Eridan |
| Quadrant ou Quadrant Mural                | Quadrans Muralis                                           | 1795      | Lalande             | Malgré sa faible reconnaissance, elle laissa son nom à des essaims de météorites : les Quadrantides. Entre le Bouvier et le Dragon. |
| Montgolfière ou l'Aérostat                | Globus Aerostaticus                                        | 1798      | Lalande             | Entre le Capricorne, le Microscope et le Poisson Austral |
| Chat                                      | Felis                                                      | 1799      | Lalande             | Lalande avait placé son animal favori entre la Machine pneumatique et l'Hydre. |
| Machine électrique                        | Machina Electrica                                          | 1800      | Bode                | Sous la Baleine, entre le Fourneau et le Sculpteur |
| Imprimerie                                | Officina Typographica                                      | 1801      | Bode                | Entre la Licorne et le Grand Chien |

## Anciens noms de constellations actuelles
| Ancien nom | Nom Actuel               | Remarques |
| --- | ------------------------ | --- |
| -Abeille (Apis - 1595-1597 - Plancius, Keyser et de Houtman) -Mouche Australe (Musca Australis - 1752 - Lacaille) | Mouche (Musca)           | Renommée "Mouche australe" par Lacaille en 1752 puis raccourcie "Mouche" lorsque la constellation de la Mouche Boréale devint obsolète. |
| Flamand (XVIIe - Angleterre)                                                                                      | Grue (Grus)              | |
| Petit Renard et l'Oie (Vulpecula cum Anser - 1690 - Hevelius)                                                     | Petit Renard (Vulpecula) | |